# Баланджяй (Расейняйський район)
Баланджяй (Balandžiai) — село у Литві, Расейняйський район, Немакщяйське староство, знаходиться за 10 км від села Немакщяй. 2001 року в селі населення не було.
| Литва | Це незавершена стаття з географії Литви. Ви можете допомогти проєкту, виправивши або дописавши її. |